# Сибирячок
Сибирячо́к — детский литературно-художественный журнал, издаваемый с 1992 года в Иркутске, выходит 6 раз в год. Адресован детям от 6 до 12 лет.

## История
В 1987 году персонаж Сибирячка был придуман иркутским писателем Марком Сергеевым и нарисован художником Александром Муравьёвым. В этом же году в Восточно-Сибирском книжном издательстве вышел в свет первый альманах под названием «Сибирячок № 1», в котором были собраны сказки, рассказы, стихотворения, загадки. Следующий выпуск вышел в 1989 году под названием «Сибирячок № 2».
С января 1992 года выпуски стали номерными: в свет вышел первый номер журнала «Сибирячок».
В 1998 году главный редактор журнала С. Н. Асламова награждена медалью ордена «За заслуги перед Отечеством» II степени за достижения в области печати и культуры, а в 2008 году удостоена почетного звания «Заслуженный работник культуры РФ».
В 2005 году главному художнику журнала А. М. Муравьёву присвоено почетное звание «Народный художник России».

## Основная информация
В журнале публикуются произведения литературной классики и современная проза для детей, устное народное творчество народов Сибири и Дальнего Востока, драматургия, краеведческие материалы, сказки, приключения, стихи и комиксы о Сибирячке и его друзьях, игры, инструкции для поделок, кроссворды, ребусы, загадки, песни.
К каждому номеру журнала прилагаются тематические вкладки: серия карт Сибирячка «Мир дикой природы» («Первоцветы Байкала», «Пернатые жители зимнего леса», «Живые цветы Байкала», «Гости весеннего леса», «Млекопитающие Восточной Сибири», «Дикорастущие ягоды Сибири»); «Детские писатели Сибири», «Сибирь мастеровая», а также вкладки, посвященные народной культуре, традициям, играм.
«Сибирячок» удостоен знаком качества «Лучшее-детям» и знаком отличия «Золотой фонд прессы».

## Издательская деятельность
Редакция журнала «Сибирячок» выпустила серию книг «Библиотека Сибирячок — малышам». «В тридевятом царстве» (1993) — русские богатырские сказки; «Счастливчик» (1993) — повести Л. Чарской; «Пень через колоду» (1998) — сборник русских сказок о мастерах да умельцах, дураках да лентяях; «Копилка игр Сибирячка» (1995); «Крепкие орешки Сибирячка» (2001) — сборник игр и затей, ребусов, кроссвордов, стихотворений, викторин, сценарий праздников; «Слово о Байкале» (2004) — мифы, предания, сказки, сказы и сказания, наставления народов Сибири.
«Удивительное путешествие Сибирячка по Байкалу» — маленькая энциклопедия «Сибирячка» (2002), была издана на средства гранта ГЭФ «Доброе слово во имя Байкала».

## Общественная деятельность журнала
С 2008 года по 2010 год «Сибирячок» проводил литературный конкурс «Золотой листопад», посвященный сибирским писателям Ю. Е. Черных, Г. П. Михасенко, Ю. С. Самсонову.
В 2012 году журналом был объявлен конкурс литературного творчества «Встречь солнцу».
В 2012 году состоялась премьера мультфильма «Сибирячок и зайчиковая береза».
В 2014 году редакция журнала объявила литературный конкурс «Родное слово» к 190-летию К. Д. Ушинского.